# Faro de San Carlos-Mahón
El faro de San Carlos-Mahón es un faro situado en el Castillo de San Felipe, en la costa sur de la entrada al puerto de Mahón, al este de la isla de Menorca, en el archipiélago de las Islas Baleares, España. Está gestionado por la autoridad portuaria de las Islas Baleares en el puerto de Alcudia.

## Historia
Fue inaugurado en 1852, al mismo tiempo que el de Na Popia, con una óptica catadióptrica de 6º orden y luz fija. La particularidad de encontrarse en las proximidades de una batería militar de costa, hizo que surgieran protestas por parte de los mandos militares al ver cómo el faro obstaculizaba un sector de tiro. Esto motivó el apagado del faro en 1912 y su sustitución por un fanal móvil colocado en un pescante metálico al borde del acantilado, aunque el edificio no se derribó hasta 1917. Por otro lado, a unos 100 metros de distancia del antiguo faro, se construyeron unas viviendas nuevas para los torreros que han continuado prestando su servicio hasta nuestros días.